# Cesse (Fluss)
Die Cesse ist ein Fluss in Frankreich, der in der Region Okzitanien verläuft. Ihre Quelle befindet sich in den Montagne Noire, im Regionalen Naturpark Haut-Languedoc. Sie entspringt im Gemeindegebiet von Cassagnoles, entwässert generell in südöstlicher Richtung durch die Landschaft des Minervois, unterquert den Canal du Midi, begleitet danach den Canal de Jonction und mündet schließlich nach rund 54 Kilometern unterhalb von Sallèles-d’Aude als linker Nebenfluss in die Aude.
Auf ihrem Weg berührt die Cesse die Départements Hérault und Aude.

## Orte am Fluss
- Ferrals-les-Montagnes
- Cassagnoles
- Minerve
- La Caunette
- Aigues-Vives
- Bize-Minervois
- Mirepeisset
- Sallèles-d’Aude